# Серпокрилець ангольський
Серпокрилець ангольський (Apus sladeniae) — вид птахів родини серпокрильцевих (Apodidae).

## Назва
Вид sladeniae названо на честь англійської меценатки Констанс Слейден (1848—1906), яка фінансувала експедиції, у ході якої було відкрито вид.

## Поширення
Вид відомий з гір Бакоссі на заході Камеруну (лише один запис), гори Моко в Анголі, і, ймовірно, як бродяга на південному сході Нігерії (лише один запис). Він також відомий з Біоко Екваторіальна Гвінея, де в 1903 році було зібрано шість зразків, але згодом не було жодних записів. Живе в гірських районах.